# Entheogen

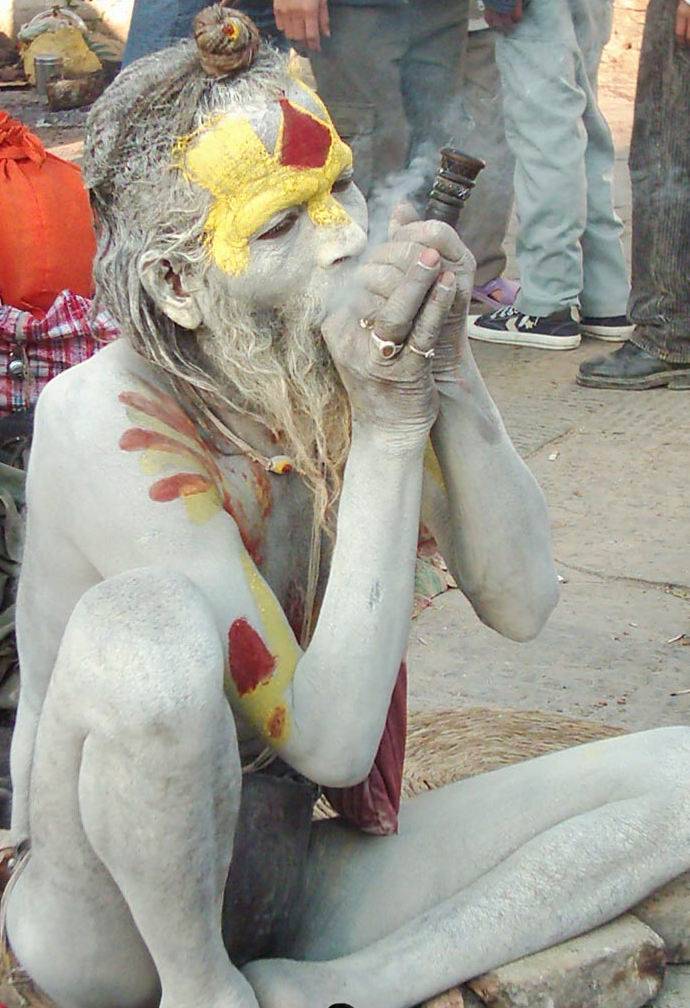
Indischer Sadhu mit einer Shillum-Haschpfeife am Shivaratri-Feiertag („Nacht des Gottes Shiva“)

Das Adjektiv entheogen (von altgriechisch ἐν en „in, innerhalb“, θεός theos „Gott“ und -gen) bezeichnet eine spirituelle Erfahrung, die als All-Einheit empfunden wird und häufig von Konsumenten psychotroper Drogen beschrieben wird. Die Bezeichnung dieser als Entheogene wurde 1970 bei einem informellen Komitee von dem amerikanischen Ethnomykologen R. Gordon Wasson (1898–1986), dem amerikanischen Ethnobotaniker Jonathan Ott und anderen eingeführt und ersetzt abwertende Bezeichnungen für spirituell nutzbare Substanzen mit halluzinogenen Wirkeigenschaften wie Cannabis, Psilocybin, LSD oder Dimethyltryptamin (DMT). Gemäß dieser Definition sind Entheogene weitgehend identisch mit den Psychedelika. Entheogene wirken psychotomimetisch (psychoseähnlich) durch die Beeinflussung verschiedener Neurotransmitter-Systeme.
In einem allgemeineren Sinne werden als Entheogene solche Stoffe und Zubereitungen bezeichnet, die traditionell zu spirituellen, mystischen und religiösen Zwecken benutzt werden. Ihr diesbezüglicher Gebrauch kann bei den unter Einfluss stehenden Personen das Gefühl hervorrufen, mit einer Gottheit oder anderen Wesenheiten verbunden zu sein oder das ganze Universum zu erfassen und zu schauen (religiöse Vision). Dieser Zustand ist vergleichbar mit dem eines Schamanen oder Medizinmannes, der glaubt, sich etwa durch die Wirkung eines Elixiers in die Lage versetzen zu können, mit den Geistern zu kommunizieren.

## Beispiele
Zu den Entheogenen gehören beispielsweise der Pflanzensud Ayahuasca, verschiedene psychoaktive Pilze, Mescalin oder der Azteken-Salbei (Götter-/Wahrsage-Salbei). Diese werden auch von indigenen Kulturen in Süd- und Mittelamerika und der Karibik genutzt.
In der aus Jamaika stammenden Glaubensrichtung der Rastafari wird Cannabis als Rauschmittel (ganja) in ritueller Weise eingesetzt.
In der indischen Religion des Shivaismus gibt es eine lange Tradition der Verwendung von Haschisch (charas) und Cannabis: Indische asketische „heilige Männer“ (Sadhus) rauchen teilweise täglich ihre ortstypischen Shillum-Pfeifen, die traditionelle Hanfzubereitung bhang wird auch in religiösen Ritualen verwendet. Bereits in der Rigveda, dem ältesten Teil der vedischen Schriften, wird Soma erwähnt, ein mit (saurer) Milch gemischter Saft einer Pflanze als Ritualgetränk bei Opfern sowie Rauschtrank der Götter.
Weitere in verschiedenen Gegenden genutzte Entheogene sind:
- Ägyptisches Bilsenkraut: ein Nachtschattengewächs
- Bauern-Tabak: ein Nachtschattengewächs
- Engelstrompeten: ein Nachtschattengewächs
- Fliegenpilz: ein Rauschmittel bei sibirischen Völkern
- Gemeine Alraune: als Zauberpflanze verwendet
- Gemeiner oder Weißer Stechapfel: in Mitteleuropa
- Himmelblaue Prunkwinde: eine Kletterpflanze aus Mexiko
- Kava: Rauschpfeffer
- Met: Honigwein
- Schwarze Tollkirsche:  Atropa belladonna
- Schwarzes Bilsenkraut: Hexenkraut
- Steppenraute: Harmalkraut
- Traumkraut: Aztekisches Traumgras